# UCI America Tour 2019
L'UCI America Tour 2019 fu la quindicesima edizione dell'UCI America Tour, uno dei cinque circuiti continentali di ciclismo dell'Unione Ciclistica Internazionale, composto da ventitre corse che si disputarono tra ottobre 2018 e ottobre 2019 nel continente americano. Il vincitore della classifica individuale fu il colombiano Egan Bernal, migliore squadra fu la colombiana Medellín, mentre la migliore nazione classificata fu la Colombia.

## Calendario

### Ottobre 2018
| Data | Prova              | Cat. | Vincitore                | Squadra     |
| ---- | ------------------ | ---- | ------------------------ | ----------- |
| 23-1 | Vuelta a Guatemala | 2.2  | Alfredo Esteban Ajpacajá | Decorabaños |

### Novembre 2018
| Data  | Prova                                   | Cat. | Vincitore             | Squadra  |
| ----- | --------------------------------------- | ---- | --------------------- | -------- |
| 15-20 | Vuelta Internacional Ciclista Michoacan | 2.2  | César Nicolás Paredes | Medellín |

### Dicembre 2018
| Data  | Prova                                | Cat. | Vincitore              | Squadra                                   |
| ----- | ------------------------------------ | ---- | ---------------------- | ----------------------------------------- |
| 12    | Gran Premio Fecoci                   | 1.2  | William David Muñoz    | Bicicletas Strongman Colombia Coldeportes |
| 13    | Gran Premio Comité Olímpico Nacional | 1.2  | Óscar Adalberto Quiroz | Bicicletas Strongman Colombia Coldeportes |
| 16-25 | Vuelta Ciclista a Costa Rica         | 2.2  | Brian Salas            | Nestlé-7C-CBZ Asfaltos-Giant              |

### Gennaio
| Data  | Prova                                  | Cat. | Vincitore          | Squadra                 |
| ----- | -------------------------------------- | ---- | ------------------ | ----------------------- |
| 11-18 | Vuelta al Táchira en Bicicleta         | 2.2  | Jimmi José Briceño | La Viña-Grupo MG-Ferlab |
| 27-3  | Vuelta a San Juan Internacional (2019) | 2.1  | Winner Anacona     | Movistar Team           |

### Febbraio
| Data | Prova                                   | Cat. | Vincitore          | Squadra         |
| ---- | --------------------------------------- | ---- | ------------------ | --------------- |
| 6-11 | Tour Colombia 2.1 (2019)                | 2.1  | Miguel Ángel López | Astana Pro Team |
| 25-3 | Vuelta Independencia Nacional Rep. Dom. | 2.2  | Robinson Chalapud  | Medellín        |

### Marzo
| Data | Prova                    | Cat. | Vincitore     | Squadra  |
| ---- | ------------------------ | ---- | ------------- | -------- |
| 6-10 | Vuelta Ciclista a Chiloé | 2.2  | Óscar Sevilla | Medellín |

### Aprile
| Data  | Prova                       | Cat. | Vincitore       | Squadra                          |
| ----- | --------------------------- | ---- | --------------- | -------------------------------- |
| 4-7   | Joe Martin Stage Race       | 2.2  | Stephen Bassett | First Internet Bank Cycling Team |
| 12-21 | Vuelta Ciclista del Uruguay | 2.2  | Walter Vargas   | Medellín                         |

### Maggio
| Data | Prova                         | Cat. | Vincitore               | Squadra                 |
| ---- | ----------------------------- | ---- | ----------------------- | ----------------------- |
| 1-5  | Tour of the Gila              | 2.2  | James Piccoli           | Elevate-KHS Pro Cycling |
| 27   | Winston Salem Cycling Classic | 1.2  | Ulises Alfredo Castillo | Elevate-KHS Pro Cycling |

### Giugno
| Data  | Prova                           | Cat. | Vincitore         | Squadra                |
| ----- | ------------------------------- | ---- | ----------------- | ---------------------- |
| 13-16 | Grand Prix cycliste de Saguenay | 2.2  | Nickolas Zukowsky | Floyd's Pro Cycling    |
| 19-23 | Tour de Beauce                  | 2.2  | Brendan Rhim      | Arapahoe Resources-BMC |

### Luglio
| Data  | Prova                       | Cat. | Vincitore       | Squadra                 |
| ----- | --------------------------- | ---- | --------------- | ----------------------- |
| 7     | White Spot/Delta Road Race  | 1.2  | Sam Bassetti    | Elevate-KHS Pro Cycling |
| 9-14  | Vuelta Ciclista a Miranda   | 2.2  | Wilson Haro     | Movistar Team Ecuador   |
| 12    | Chrono Kristin Armstrong    | 1.2  | Serghei Țvetcov | Floyd's Pro Cycling     |
| 13    | Gran Premio Guatemala       | 1.2  | Julián Yac      | Decorabaños             |
| 14    | Gran Premio Chapin          | 1.2  | Bryan Rios      | ADD Quiché              |
| 17-24 | Vuelta Ciclista a Venezuela | 2.2  | Orluis Aular    | Matrix Powertag         |

### Agosto
| Data  | Prova                                        | Cat. | Vincitore         | Squadra                  |
| ----- | -------------------------------------------- | ---- | ----------------- | ------------------------ |
| 2-11  | Tour Cycliste International de la Guadeloupe | 2.2  | Adrien Guillonnet | Interpro Cycling Academy |
| 12-18 | The Larry H.Miller Tour of Utah (2019)       | 2.HC | Ben Hermans       | Israel Cycling Academy   |

### Ottobre
| Data | Prova             | Cat. | Vincitore | Squadra   |
| ---- | ----------------- | ---- | --------- | --------- |
| 5-12 | Vuelta al Ecuador | 2.2  | Annullata | Annullata |

## Classifiche
Classifiche finali
| Pos. | Corridore          | Squadra    | Punti    |
| ---- | ------------------ | ---------- | -------- |
| 1    | Egan Bernal        | Ineos      | 3 346,75 |
| 2    | Nairo Quintana     | Movistar   | 1 830    |
| 3    | Michael Woods      | EF         | 1 684    |
| 4    | Richard Carapaz    | Movistar   | 1 607    |
| 5    | Miguel Ángel López | Astana     | 1 450,5  |
| 6    | Sergio Higuita     | EF         | 1 307    |
| 7    | Fernando Gaviria   | UAE        | 834      |
| 8    | Daniel Martínez    | EF         | 678,83   |
| 9    | Ivan Sosa          | Ineos      | 668,5    |
| 10   | Álvaro Hodeg       | Deceuninck | 594,63   |

| Pos. | Squadra                                       | Punti    |
| ---- | --------------------------------------------- | -------- |
| 1    | Medellín                                      | 1 409,16 |
| 2    | Rally Cycling                                 | 1 339    |
| 3    | Floyd's Pro Cycling                           | 1 140    |
| 4    | Hagens Berman Axeon                           | 1 034,33 |
| 5    | Canel's–Specialized                           | 809      |
| 6    | Elevate–KHS Pro Cycling                       | 743      |
| 7    | Movistar Team Ecuador                         | 674      |
| 8    | Team Manzana Postobón                         | 650      |
| 9    | Coldeportes Bicicletas Strongman              | 436      |
| 10   | São Francisco Saúde/Klabin/SME Ribeirão Preto | 329      |

| Pos. | Nazione     | Punti     |
| ---- | ----------- | --------- |
| 1    | Colombia    | 10 344,21 |
| 2    | Canada      | 3 251     |
| 3    | Ecuador     | 3 063,5   |
| 4    | Stati Uniti | 2 492,33  |
| 5    | Costa Rica  | 1 077     |
| 6    | Venezuela   | 947       |
| 7    | Messico     | 792       |
| 7    | Guatemala   | 792       |
| 9    | Argentina   | 769,95    |
| 10   | Cile        | 650       |

| Pos. | Nazione         | Punti    |
| ---- | --------------- | -------- |
| 1    | Colombia        | 5 792,75 |
| 2    | Ecuador         | 916,5    |
| 3    | Stati Uniti     | 791,4    |
| 4    | Costa Rica      | 549      |
| 5    | Canada          | 390,33   |
| 6    | Cile            | 270      |
| 7    | Messico         | 244      |
| 8    | Venezuela       | 236      |
| 9    | Panama          | 192      |
| 10   | Rep. Dominicana | 177      |